# John Ashworth Ratcliffe
John Ashworth Ratcliffe, FRS, britanski fizik, * 12. december 1902, Bacup, grofija Lancashire, Anglija, † 25. oktober 1987, Cambridge, Anglija.
Ratcliffe je raziskoval na področju ionosferske fizike.